# سكوت روبرتس
سكوت روبرتس (بالإنجليزية: Scott Roberts)‏ هو لاعب اتحاد الرغبي بريطاني، ولد في 5 أكتوبر 1984 في Rhondda ‏ في المملكة المتحدة.